# Patricia Cantero
Patricia Cantero Reina (Las Palmas de Gran Canaria, 22 de agosto de 1989) es una deportista española que compite en vela en la clase 470. Es campeona mundial del año 2021 junto con Silvia Mas.
Ganó dos medallas en el Campeonato Mundial de 470, oro en 2021 y plata en 2018. Participó en los Juegos Olímpicos de Tokio 2020, ocupando el undécimo lugar en la clase 470.

## Palmarés internacional
| \| Campeonato Mundial \| Campeonato Mundial \| Campeonato Mundial \| Campeonato Mundial \| \| Año \| Lugar \| Medalla \| Clase \| \| ------------------ \| --------------------- \| ------------------ \| ------------------ \| \| 2018 \| Aarhus ( Dinamarca) \| Medalla de plata \| 470 \| \| 2021 \| Vilamoura ( Portugal) \| Medalla de oro \| 470 \| |                       |                  |       |
| Campeonato Mundial |                       |                  |       |
| Año | Lugar                 | Medalla          | Clase |
| 2018 | Aarhus ( Dinamarca)   | Medalla de plata | 470   |
| 2021 | Vilamoura ( Portugal) | Medalla de oro   | 470   |